# Заборье (Слободской район)
Заборье — деревня в Слободском районе Кировской области в составе Бобинского сельского поселения.

## География
Находится на расстоянии примерно 9 км на северо-восток от центра города Киров.

## История
Известна с 1670 года как деревня Пологузовская с 1 двором. В 1764 году учтено 30 жителей, деревня принадлежала Вятскому архиерею. В 1873 году здесь (деревня Посегузовская или Заборье) учтено дворов 12 и жителей 126, в 1905 17 и 98, в 1926 8 и 40, в 1950 49 и 207. В 1989 году проживало 192 человека. Нынешнее название окончательно установилось с 1939 года. 

## Население
Постоянное население  составляло 144 человека (русские 93%) в 2002 году, 165 в 2010.